# Håndsætning
Håndsætning er produktion af sats til brug for bogtryk ved en manuel arbejdsgang ud fra løse blytyper.
Blytyperne eller skriften er anbragt i små rum i sættekasser, der opbevaredes i en skriftreol. Sættekassen stilles på skrå, når man skal sætte. I sættekassen er typerne organiseret med de store typer, versalerne/majusklerne, øverst i alfabetisk rækkefølge, mens de små bogstaver, minusklerne, er anbragt i den nederste del, således at de hyppigst brugte tegn er anbragt foran og i midten, så man skal lave de mindste bevægelser med hånden.
Typografen, håndsætteren, anbringer sig foran sættekassen i en bekvem stilling med samlede ben og underarmene vandret og med et samleapparat, vinkelhagen, i venstre hånd.
 Vinkelhagen består af en skinne med et L-formet tværsnit. I højre side er der en fast væg, mens der i venstre side er en forskydelig væg, der kan fastlåses ved at presse en arm ned. Vinkelhagen er lavet af nysølv og jern. I bunden af vinkelhagen placeres en sættelineal, der svarer til spaltens bredde. Sættelinealen er fremstillet af messing og har to ører i den ene langside. Vinkelhagen er forinden nøje indstillet til den spaltebredde, der skal sættes i.
Manuskriptet anbringes i en holder kaldet en tenakel. Tenaklen består af en lodret pind og en tværgående gaffel, der fastholder manuskriptet og samtidig kan indikere, hvor langt sætteren er kommet i manuskriptet. Tenaklen fastgøres til sættekassens sider ved en klemme eller ved en lille spids, der slås ned i træet. 
Med højre hånd tager sætteren de nødvendige typer en for en og anbringer dem med skriftbilledet synligt og vendt på hovedet. Sætteren skal altså kunne læse både på hovedet og spejlvendt, når han skal kontrollere sætningen. Signaturen, et eller flere indhak i typelegemet, gør det let at kontrollere, at typerne vender korrekt. Forskellige skriftsnit kan have forskellige signaturer, hvorved man har mulighed for at fange tegn fra en forkert skrift, svibelfisk. Typerne fastholdes af venstre hånds tommelfinger.
Når linjen er ved at være fyldt, finder sætteren et passende sted at afslutte den, og hvis der sættes med fast højrekant, skal sætteren nu udslutte linjen, dvs. regulere bredden af de mellemrum, der er i linjen, så linjerne bliver lige lange. Til dette formål findes der et udvalg af spatier af forskellig bredde, der kombineres til den ønskede bredde. 
Hvis afstanden mellem linjerne skal være større end den, der ligger i typelegemet (skudt sats modsat kompres sats), indsættes skydelinjer af bly eller aluminium mellem linjerne.
Når vinkelhagen er fyldt, tager sætteren med et særligt håndgreb og støttet af sættelinealen skriften ud og anbringer den i skibet. Skibet er en plade med en ramme, hvor den nederste side mangler. Her opbygger man siden. Med klodser af bly eller aluminium, regletter og stege, opbygges margener, sidehoved og -fod. Sidetal, margennoter, kolumnetitler og evt. arksignatur tilføjes. 
Satsen ombindes med elastisk kolumnesnor (hertil bruges sættelinealens øre) og anbringes i en korrekturpresse, hvor der tages et korrekturaftryk. Evt. fejl rettes med det samme. Når enkelte blytyper eller blindmateriale skal pilles ud fra en linje og erstattes med andre, betjener sætteren sig af to redskaber: Korrigertangen, en slags pincet, og ålen, en slags syl. Ålens håndtag har en flad top, der kan bruges til forsigtigt at skubbe blytyper på plads. 
Siden bæres derpå til trykformen, hvor den udskydes, dvs. man opbygger hele trykarket, der jo består af forskellige sider over for hinanden i en bestemt orden afhængigt af arkets senere falsning. Formen spændes til og er nu klar til trykmaskinen eller til et stereotypisk aftryk. 
Efter trykningen skal satsen aflægges, dvs. lægges på plads i sættekasserne. Sætteren tager en linje op på et tyndt stykke træ, en aflæggespån, og læser typerne og lader dem en for en falde ned i de rette rum i sættekassen.